# Castello di Polcenigo

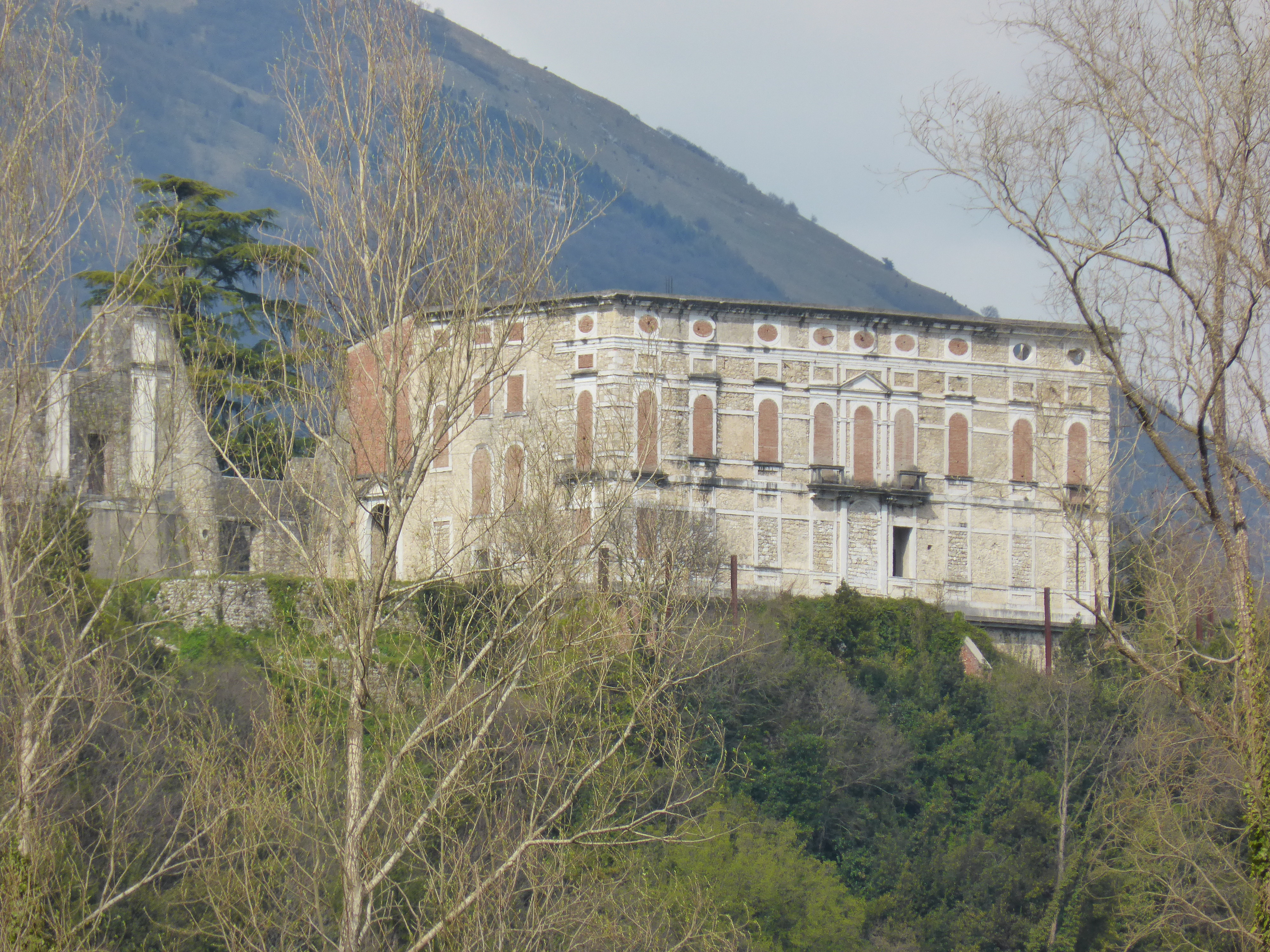
Castello di Polcenigo 2015

Das Castello di Polcenigo ist ein Landhaus in venezianischem Stil aus dem 18. Jahrhundert in Polcenigo in der italienischen Region Friaul-Julisch Venetien. Das Landhaus wurde auf einem Hügel im Nordteil des Dorfes auf den Resten einer mittelalterlichen Festung errichtet.

## Geschichte
Polcenigo galt bereits seit altrömischer Zeit wegen seiner überbordenden natürliche Ressourcen, dem Fluss Livenza und der hindurch führenden Via Ungaresca als Ort von strategischer Bedeutung. So bot sich der Bau einer Burg an, der dann im Hochmittelalter auf Geheiß lokaler Herren auch durchgeführt wurde.
Nach einer örtlichen Sage gewährte Karl der Kahle 875 dem Grafen von Blois, einem französischen Leutnant, die Kontrolle über die Gegend. Allerdings ist die Burg erst 963 erstmalig urkundlich erwähnt, als der Bischof von Belluno sie einer Adelsfamilie schenkte, die von da an den Namen Da Polcenigo trug – die Burg hatte er vorher vom Kaiser Otto I. erhalten.
Die Festung, die mit der Zeit mehrmals erweitert wurde, bestand aus einem Bergfried mit zwei Mauerringen mit Zinnen, einen im Nordwesten und den anderen im Südlosten. Entlang dem letztgenannten entwickelte sich die Siedlung Polcenigo. Durch seine Lage befand sich die Burg oft im Zentrum kriegerischer Ereignisse: Von lokalen Kriegen über den Einfall der Türken bis zu den Eingriffen der Serenissima, die die autonomistischen Bestrebungen des Adels ersticken wollte. Die vollständige Zerstörung der Burg wurde jedoch nach einem Brand im 17. Jahrhundert angeordnet.
In den Jahren 1750–1770 wurde der Architekt Matteo Lucchesi vom Grafen Ottavio da Polcenigo mit dem Bau eines Landhauses anstelle der alten Burg betraut. Die großartige Residenz wurde von den Nachfahren des Grafen bis in die 1840er-Jahre weiter ausgebaut; danach wurde sie aufgegeben, von den Eigentümern nicht mehr beachtet und eines Teils ihrer Baumaterialien beraubt.
Im Jahre 1886 fiel sie nach einer öffentlichen Versteigerung an Vincenzo Mez, der wenig später das Anwesen zerstückelte, den Park an Antonio Curioni verkaufte und den Palast selbst behielt. 1901 war es Riccardo Chiaradia, der den Abriss des Landhauses plante, aber 1906 nahmen es die Da Polcenigos wieder in Besitz. Das Haus wurde im Ersten Weltkrieg beschädigt und danach erneut verkauft, ohne dass irgendwelche Renovierungsarbeiten durchgeführt worden wären. 1954 erwarb es der Bildhauer Ardo Furlan.
Beim Erdbeben im Friaul 1976 wurde das Haus erneut beschädigt, aber 1979 wurden die Ruinen auf Betreiben der Region Friaul-Julisch Venetien gesichert. Der Eingriff wurde kontrovers diskutiert, weil viel Beton eingesetzt wurde, um die Fassaden und Teile der Innenstruktur zu sanieren. Im selben Jahr fiel das Anwesen an die Gemeinde Polcenigo, die verschiedene Wettbewerbe zur Wiederherstellung des Komplexes abhielt. 1999 bestätigte der Gemeinderat das Projekt Santoro-Borgobello-Cigalotto-Contin, aber mit den Arbeiten wurde nicht begonnen. Bis heute befindet sich das Landhaus noch in schlechtem Erhaltungszustand.

## Beschreibung
Zu dem Landhaus gelangt man vom Talgrund über eine doppelte Treppe mit 366 Stufen und 10 Meter Breite, die eine seitliche Podestloggia hat. Die andere Möglichkeit, das Landhaus zu erreichen, ist über einen Tunnel.
Der Palast hat drei Stockwerke. Die Seitenfassaden sind durch wirkungsvolle Asymmetrien gekennzeichnet. An der Westfassade, die noch teilweise intakt ist, wechseln sich gewölbte mit rechteckigen Fenstern verschiedener Höhe ab, an die sich die Eingangstüre mit einem Tympanon darüber anschließt.
Die Hauptfassade, die zum Dorf hinzeigt, besaß dagegen eine rigorose Symmetrie: Im Erdgeschoss gab es eine Reihe von acht rechteckigen Fenstern (heute noch sichtbar) und darüber das erste Obergeschoss mit neun gewölbten Fensteröffnungen, wovon die drei mittleren ein Dreifachfenster mit Balkon und Tympanon bildeten. Geschosse und Fensterbänke sind horizontal mit steinernen Gesimsen versehen, weitere, vertikale Linien verlängern die Pfosten der Fensteröffnungen.
Im Inneren waren 18 Räume geschaffen worden. Der gesamte Bau wurde auf Sockeln von weißem Marmor mit korinthischen Halbsäulen und einem breiten, vorspringenden Traufgesims auf Kapitellen aufgebaut (wie man an dem sieht, war vom Salon im ersten Obergeschoss übriggeblieben ist).
An die Westseite angebaut gab es das Oratorium des Heiligen Petrus, von dem heute nur noch ein Teil der Fassade erhalten ist. Der ganze Komplex wurde durch einen Garten mit Blumenbeeten ergänzt, der auf dem ebenen Gelände hinter dem Landhaus angelegt worden war.